# Orlando Chaves (Bischof)
Orlando Chaves SDB (* 17. Februar 1900 in Campina Verde, Minas Gerais; † 15. August 1981) war ein brasilianischer Ordensgeistlicher und römisch-katholischer Erzbischof von Cuiabá.

## Leben
Orlando Chaves trat der Ordensgemeinschaft der Salesianer Don Boscos bei und empfing am 10. Juli 1927 durch den Erzbischof von Turin, Giuseppe Kardinal Gamba, das Sakrament der Priesterweihe.
Am 29. Februar 1948 ernannte ihn Papst Pius XII. zum Bischof von Corumbá. Der Apostolische Nuntius in Brasilien, Erzbischof Carlo Chiarlo, spendete ihm am 27. Mai desselben Jahres die Bischofsweihe; Mitkonsekratoren waren der Bischof von Sorocaba, José Carlos de Aguirre, und der Prälat von Rio Negro, Pedro Massa SDB.
Papst Pius XII. bestellte ihn am 18. Dezember 1956 zum Erzbischof von Cuiabá.
Orlando Chaves nahm an allen vier Sitzungsperioden des Zweiten Vatikanischen Konzils teil.